# Csepregi Éva
Csepregi Éva (Budapest, XVIII. kerület, 1953. október 22.) magyar énekesnő, dalszövegíró, színésznő, a Neoton Família tagja.

## Élete
Szülei Csepreghy László és Takács Ilona, nővére Judit. A Ságvári Endre Úti Általános Iskolába járt, majd a Steinmetz Miklós Gimnáziumban érettségizett, 1972-ben. Általános iskolásként tanult zongorázni, később pedig hegedülni. Egy évig a Magyar Rádió Gyermekkórusában, majd 1970-től Hoffmann Ödönnél tanult énekelni, később Sík Olga , majd Nádor Magda tanítványa lett. 1973-ban hét hónapon keresztül dolgozott titkárnőként a Chinoin Gyógyszergyárban.
A Kócbabák nevű trióban tűnt fel először az 1972-es Ki mit tud?-on, Babits Marcella és Fábián Éva társaságában énekelt, a matematika érettségi előtti napon. (Babits Marcellát később Pál Éva váltotta a trióban.) Fellépett a Stereo együttessel is. A Kócbabák a Neotonnal 1973 végén társultak (Neoton és a Kócbabák), 1977-ben Neoton Família néven hivatalosan is egyesültek. 1979-ben a MIDEM fesztiválon léptek fel, ekkortól külföldön Newton Family néven váltak ismertté.
Házasságát megelőzően élettársa hosszú ideig a szocialista diktatúrában a könnyűzenei élet cenzúráját, lemezkiadásait és megjelenési lehetőségeit a Magyar Hanglemezgyártó Vállalat igazgatójaként irányító Erdős Péter.
1985-től a skót származású dalszerzővel, Bob Heatlie-vel élt és dolgozott, 1992-ben született fiuk, Heatlie Dávid. A Neoton Família 1990-es kettészakadása után Végvári Ádámmal és Baracs Jánossal Éva-Neoton néven folytatták.
1989-ben a Mikroszkóp Színpadon Vendégszerep címmel került sor önálló estjére, amelyet Sas József rendezett. Az esten Végvári Ádám is közreműködött, az előadást még 1991-ben is műsoron tartotta a színház. 1996-tól 1999-ig színésznőként szerepelt a Ruttkai Éva Színházban, 2009-től a Budapesti Operettszínházban a Szép nyári nap című musicalben állt közönség elé. 2019-ben mutatták be Tallós Rita rendezésében Neil Simon: Különterem című darabját, amelyben Gabriellét alakította.
1994-ben Pop-Song stúdió néven énekiskolát nyitott, amely két évig működött.
2006-tól a Neoton Família Sztárjai formációval lép fel. Az éneklés mellett dalszövegírással is foglalkozik.
2020-ban részt vett az RTL Klub Álarcos Énekes című műsorában, a Panda jelmezében rejtőzött. 2021 novemberében Retro Páholy c. produkcióban turnéra indult a Kossuth-díjas Kovács Katival. Az országos koncertkörút 2022-ben is folytatódott.
2022 tavaszán részt vett a Csináljuk a fesztivált! hetedik évadában, ahol a Republic Szállj el kismadár című dalát énekelte, és a középdöntőbe került. 2023 januárjában a műsor nyolcadik évadjában Rúzsa Magdi Szerelem című 2013-as slágerét énekelte.

## Dalszövegeiből
Dalszövegei saját, önálló albumain, a Lehet egy kiskutyával több?(a 102-ik) című meselemezen, a  Neoton Família, az Éva-Neoton és a Neoton Família Sztárjai lemezein jelentek meg. Végvári Ádám önálló lemezét Ádám ― Éva nélkül címmel adták ki, ezért itt Csepregi Éva Lévai Gábor álnéven írta a dalszövegeket (L-ÉVA-i!).
- Sarkadi-Szabó Emese – Heatlie Dávid – Csepregi Éva: Titok
- Bob Heatlie – Csepregi Éva: A dizőz búcsúja a Palermo Kávéházban
- Bob Heatlie – Csepregi Éva: Talán
- Bob Heatlie – Csepregi Éva: És azután többet is...
- Bob Heatlie – Csepregi Éva: Rómeó
- Bob Heatlie – Csepregi Éva: O. K. Gorbacsov
- Pásztor László – Jakab György – Csepregi Éva: A szerelem kis darab halál
- Pásztor László – Jakab György – Csepregi Éva: Harminc év körül
- Végvári Ádám – Maródi Anna – Csepregi Éva: Kék korszak
- Végvári Ádám – Maródi Anna – Csepregi Éva: Több mint két napon át
- Végvári Ádám – Maródi Anna – Csepregi Éva: Szédült világ
- Végvári Ádám – Maródi Anna – Csepregi Éva: László
- Végvári Ádám – Maródi Anna – Csepregi Éva: Yo-yo
- Végvári Ádám – Maródi Anna – Csepregi Éva: Nyári zápor
- Végvári Ádám – Maródi Anna – Csepregi Éva: Tűnt szerelem
- Végvári Ádám – Maródi Anna – Csepregi Éva: A Sárkány éve
- Végvári Ádám – Maródi Anna – Csepregi Éva: Kék virág
- Végvári Ádám – Maródi Anna – Csepregi Éva: Katica bogárka
- Végvári Ádám – Maródi Anna – Csepregi Éva: A pöttyös bögre
- Végvári Ádám – Maródi Anna – Csepregi Éva: Labda
- Végvári Ádám – Maródi Anna – Csepregi Éva: Ne félj kiskutyám
- Végvári Ádám – Maródi Anna – Csepregi Éva: Borzasztó
- Végvári Ádám – Maródi Anna – Csepregi Éva: Esti mese
- Baracs János – Végvári Ádám – Csepregi Éva: Minden megoldás érdekel
- Baracs János – Végvári Ádám – Csepregi Éva: Kedvenc dalom
- Bardóczi Gyula – Baracs János – Csepregi Éva: Égi vándor

## Kislemezek

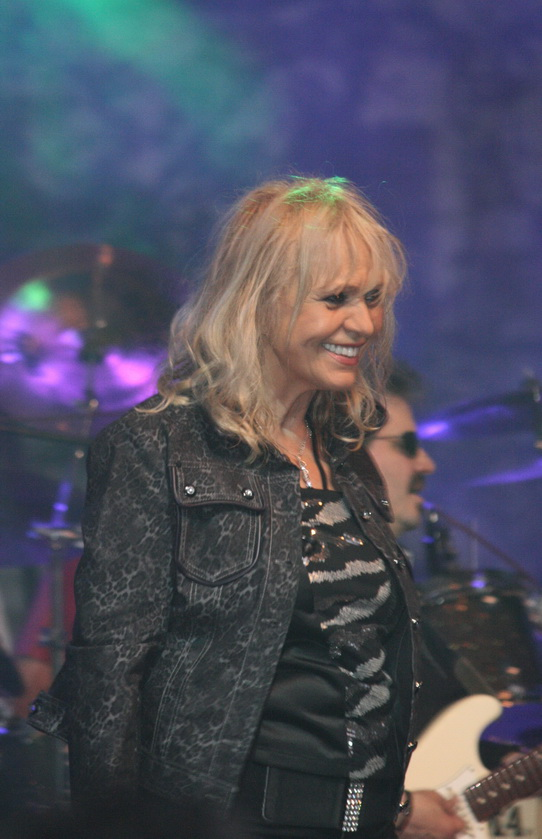
Nyíregyházán, 2012. április 28-án

| Katalógusszám                                | Cím                                                             | Formátum           | Label                       | Megjelenés | Ország                                     |
| -------------------------------------------- | --------------------------------------------------------------- | ------------------ | --------------------------- | ---------- | ------------------------------------------ |
| INT10644                                     | The Middle Of The Night                                         | 7", 12"            | CGD                         | 1985       | Olaszország                                |
| 888 923-7 BLAST 4                            | Hot French                                                      | 7"                 | Rocket                      | 1987       | Hollandia Egyesült Királyság               |
| SDPR 008 SDPR 008 PR 1722 YE-40-V UDL-1007-V | Korea                                                           | 7", 12"            | Seoul Titan Profil Overseas | 1987 1988  | Észak-Korea Németország Magyarország Japán |
| SPS 70800 110016.6 11016.7 247.282           | O.K. Gorbacsov                                                  | 7", 12"            | Profil High Fashion         | 1988       | Magyarország Hollandia Németország         |
| SPMS 70815                                   | Twist                                                           | 12"                | Profil                      | 1989       | Magyarország                               |
| 246.894                                      | Runaway                                                         | 7"                 | WEA                         | 1989       | Németország                                |
| 5046-64340-2                                 | Talán                                                           | CD Maxi            | Magneoton                   | 2003       | Magyarország                               |
|                                              | Titok (Szerzők: Sarkadi-Szabó Emese-Heatlie Dávid-Csepregi Éva) | Digitális kiadvány | Magneoton                   | 2018       | Magyarország                               |

### Nagylemezei
| Katalógusszám                 | Cím                 | Formátum   | Label        | Megjelenés | Ország                 |
| ----------------------------- | ------------------- | ---------- | ------------ | ---------- | ---------------------- |
| SLPR 715 SRD2-128             | Midnight            | LP         | Favorit Bond | 1985       | Magyarország Dél-Korea |
| SLPM 37074 MK 37074           | Kék korszak         | LP, MC     | Profil       | 1987       | Magyarország           |
| SLPM 37190 MK 37190           | A Sárkány Éve       | LP, MC     | Profil       | 1988       | Magyarország           |
| SLPM 37259 MK 37259           | Intim percek        | LP, MC,    | Profil       | 1989       | Magyarország           |
| SLPM 37302 MK 37302 HCD 37302 | Így vagy úgy        | LP, MC, CD | Profil       | 1989       | Magyarország           |
| 246 027-1                     | Runaway             | LP         | WEA          | 1989       | Ausztria               |
| SDPR-027                      | I Believe           | LP         | Seoul        | 1992       | Dél-Korea              |
| 74321165632 74321165634       | Fura Világ          | CD, MC     | Ariola BMG   | 1993       | Magyarország Dél-Korea |
| PCD 001                       | Atlantisz           | CD         | PRO-fil      | 1995       | Magyarország           |
| PMK 002                       | Pillantás a hídról  | MC         | PRO-fil      | 1996       | Magyarország           |
| PCD – 99002 PMK002            | Ha változik a világ | CD, MC     | A-PRO        | 2000       | Magyarország           |
| CSÉ 2007/02 CD                | Abrakadabra         | CD         | A-PRO        | 2007       | Magyarország           |
| HRCD1210                      | Neoton Swing        | CD         | Hunnia       | 2013       | Magyarország           |
|                               |                     |            |              |            |                        |

## Kiadatlan dala
- 1982: Ezeregy éjjel (km. Delhusa Gjon)

## Színházi szerepei
A Színházi adattárban regisztrált bemutatóinak száma: 8.
| Darab                  | Szerep                            | Színház                  | Bemutató           | Forrás |
| ---------------------- | --------------------------------- | ------------------------ | ------------------ | ------ |
| A kaktusz virága       | Stéphanie, Julien asszisztensnője | Ruttkai Éva Színház      | 1996. november 21. | [ 55 ] |
| Edith és Marlene       | Marlene Dietrich                  | Ruttkai Éva Színház      | 1997. november 12. | [ 56 ] |
| Hyppolit, a lakáj      | Mimi, lokáltáncosnő               | Ruttkai Éva Színház      | 1996. április 25.  | [ 57 ] |
| Hyppolit, a lakáj      | Mimi, lokáltáncosnő               | Ruttkai Éva Színház      | 1999. október 8.   | [ 58 ] |
| Mégis, kinek az élete? | Ápolónő                           | Ruttkai Éva Színház      | 1997. november 29. | [ 59 ] |
| Shirley Valentine      | Shirley Valentine                 | Ruttkai Éva Színház      | 1997. május 2.     | [ 60 ] |
| Vidám kísértet         | Elvira                            | Ruttkai Éva Színház      | 1998. március 25.  | [ 61 ] |
| Szép nyári nap         | A Pesti Művésznő                  | Budapesti Operettszínház | 2009. július 15.   | [ 62 ] |
| Különterem             | Gabrielle                         | Kulturális létesítmények | 2019. június 24.   |        |

## Díjai, elismerései
- Yamaha Grand Prix Tokio (1983)
- ORI Nívódíj (1985, megosztva a Neoton Família tagjaival)
- Seoul Song Festival – előadói díj (1986)
- EMeRTon-díj (a Kék korszak című albumért) (1987)
- Elnöki Aranyérem (2000)
- Pest Megyéért emlékérem (2017)[63]
- Story Érték-díj – legenda kategóriában (megosztva a Neoton Família együttes tagjaival, 2018)
- A Magyar Érdemrend lovagkeresztje (2023)[64]